# Giralda

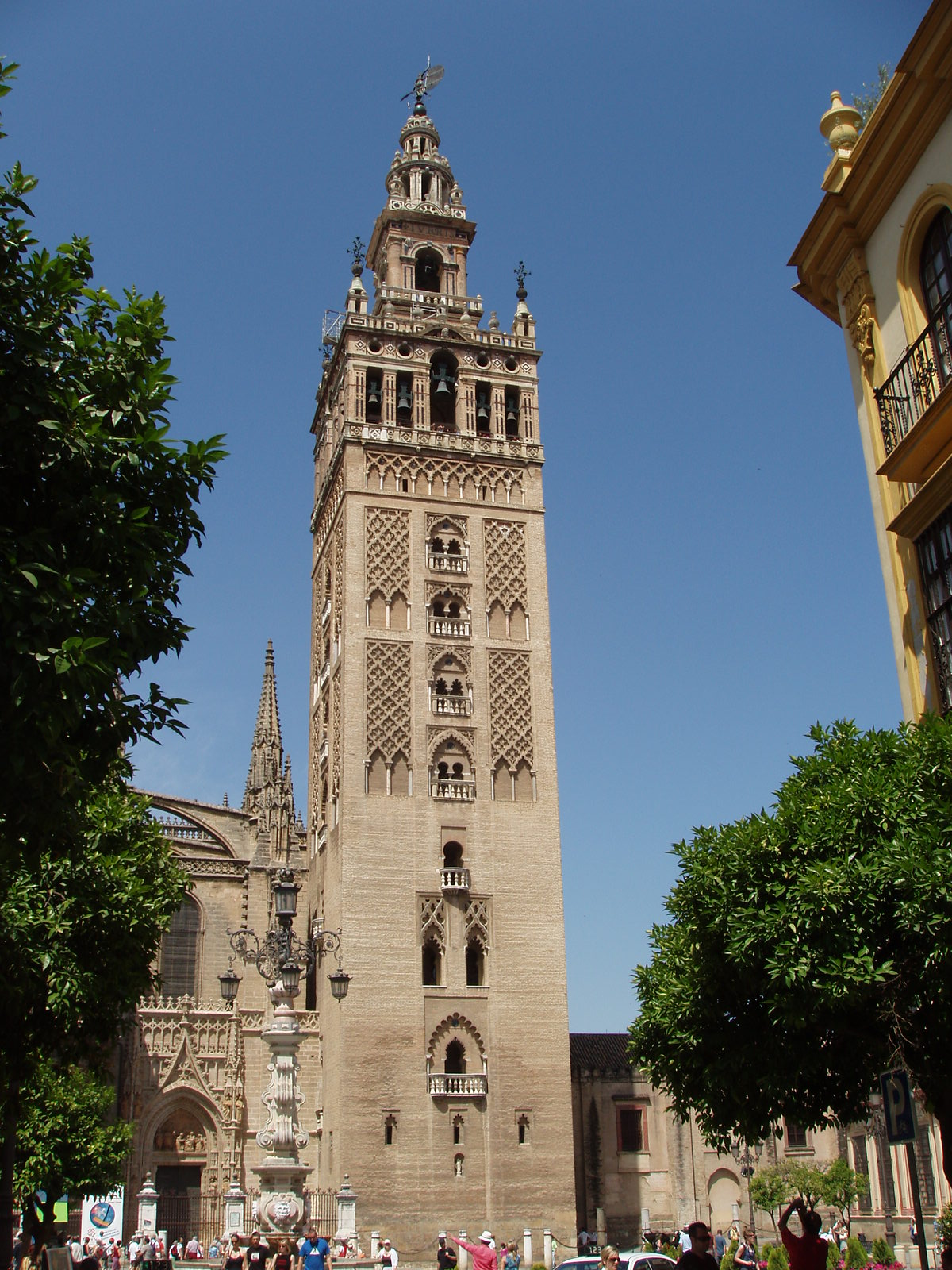
Giralda

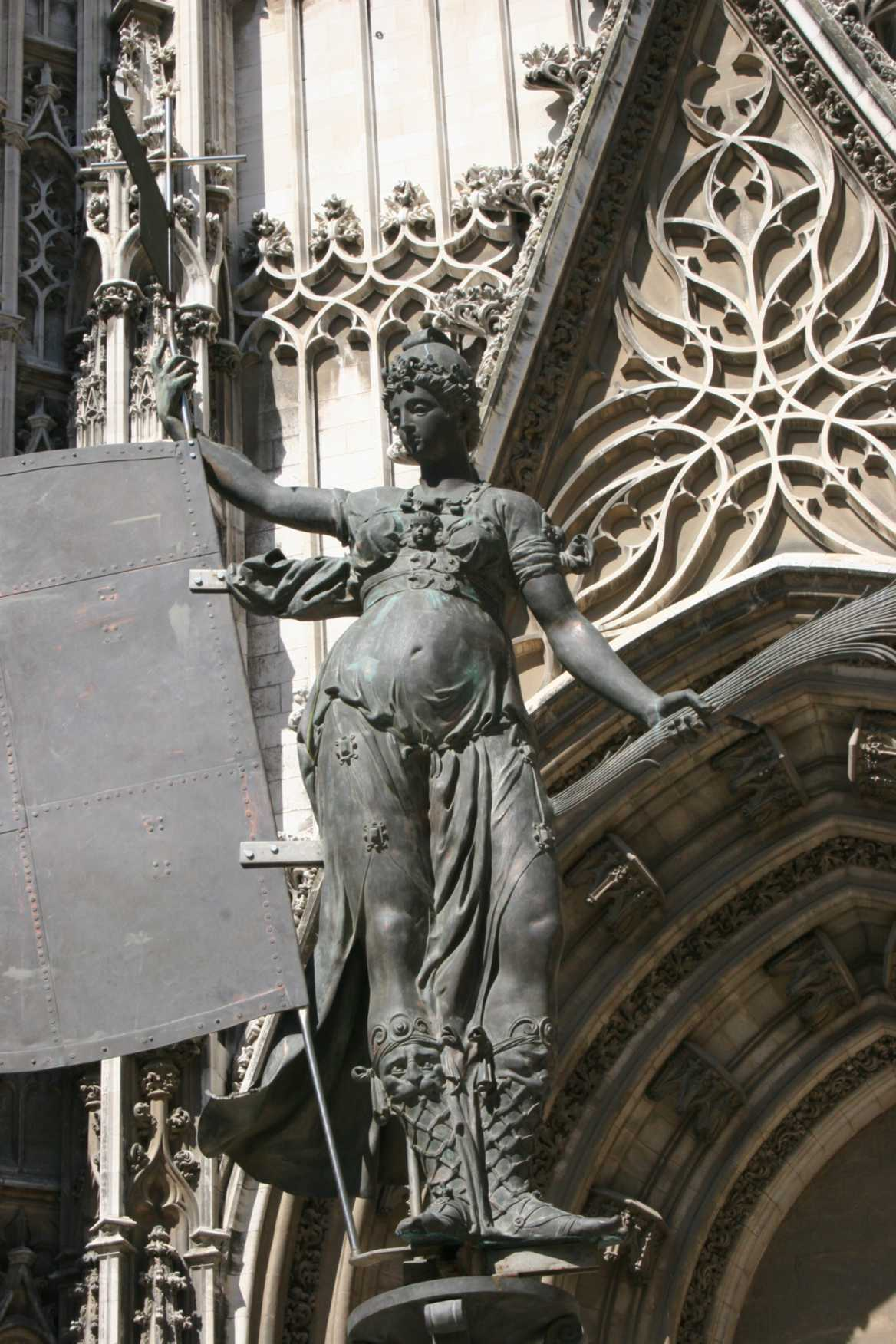
Giraldillo

Giralda – dzwonnica katedry w Sewilli w hiszpańskiej Andaluzji. Wieża pełniła początkowo funkcję minaretu, natomiast aktualnie pełni funkcję dzwonnicy. 

## Historia i architektura
Budowa Giraldy rozpoczęła się w 1184 roku i trwała 12 lat. Początkowo wieża pełniła funkcję minaretu meczetu Almohadów, który powstał w 1198 roku, za panowania kalifa Jakuba al-Mansura. W czasie budowy Giraldy wykorzystano elementy pochodzące z rozbiórki budowli w starożytnym rzymskim mieście Italica. We wnętrzu Giraldy nie ma schodów. Wejście na górę umożliwia pochylnia, która jest na tyle szeroka, by muezin mógł wjechać na minaret konno i z jego szczytu wygłosić adhan (wezwanie na modlitwę). Wieża, prócz funkcji sakralnych, pełniła także rolę obserwatorium.
W 1248 roku król Ferdynand III Święty zdobył Sewillę i przekształcił muzułmański meczet w katolicki kościół. Jednocześnie także wieża musiała zmienić swoje przeznaczenie.
Miedziana kula, która początkowo zwieńczała wieżę, runęła w trakcie trzęsienia ziemi w 1365 roku. Chrześcijanie zastąpili ją krzyżem oraz dzwonem. W XVI wieku Giraldę przebudowano pod nadzorem architekta Hernána Ruiza dodając czterokondygnacyjną dzwonnicę oraz balkony. Na szczycie ustawiono w 1568 roku brązowy posąg symbolizujący Wiarę. Figura ta ma 4 m wysokości. Początkowo nazywana była Giraldą ("wiatrowskazem"), ponieważ jest ona ustawiona na wiatrowskazie i obraca się wraz ze zmianą kierunku wiatru. Z czasem jednak nazwę Giralda przejęła sama wieża, zaś figurę zaczęto nazywać Giraldillo.
Renesansowa część Giraldy zawiera potężną inskrypcję, w skład której wchodzi motto Sewilli „NO8DO”. Zostało ono nadane miastu przez króla Kastylii i Leónu Alfonsa X Mądrego w podziękowaniu za poparcie w trakcie wojny domowej z jego synem, Sanchem IV Odważnym. Jest ono rebusem, który można odszyfrować jako no me ha dejado („ona [Sewilla] mnie nie opuściła”).
Giralda wyróżnia się grą cieni ażurowej plecionki z cegły, niknącej w licznych niszach i oknach zwieńczonych łukami. Mimo renesansowej przebudowy pozostaje jednym z najważniejszych zabytków islamskiego świata.

## Podobne wieże
Projektant Giraldy, Jabir, był także twórcą kilku podobnych wież na terenie dzisiejszego Maroka. Wieża meczetu Kutubijja w Marrakeszu służyła jako wzór dla Giraldy, a także bliźniaczej Wieży Hassana w Rabacie. Giralda stanowiła inspirację dla licznych twórców wież kościelnych w prowincji Sewilla. Wieże w Lebriji i Carmonie, które wyróżniają się wyraźnym podobieństwem do wieży w Sewilli, nazywane są Giraldillas. W Stanach Zjednoczonych powstały liczne repliki Giraldy: jedna, obecnie zniszczona, znajdowała się w Madison Square Garden w Nowym Jorku, kolejna w Kansas City. Wieże zegarowe Ferry Building w San Francisco oraz kampusu University of Puerto Rico w Rio Piedras również były wzorowane na Giraldzie.